# Giwat Brenner
Giwat Brenner (hebr. גבעת ברנר) – kibuc położony w samorządzie regionu Brenner, w Dystrykcie Centralnym, w Izraelu.
Na południowy wschód od kibucu znajduje się duża baza sił powietrznych izraelskiej armii.
Członek Ruchu Kibuców (Ha-Tenu’a ha-Kibbucit).

## Historia
Kibuc został założony w 1928 przez imigrantów z Polski, Rosji i Niemiec. Nazwany na cześć pisarza Josefa Chajjima Brennera, który zginął w trakcie arabskich rozruchów w Jafie w 1921.

## Gospodarka
Gospodarka kibucu opiera się na rolnictwie.

## Komunikacja
Przy kibucu przebiega droga ekspresowa nr 40  (Kefar Sawa-Ketura).

## Linki zewnętrzne

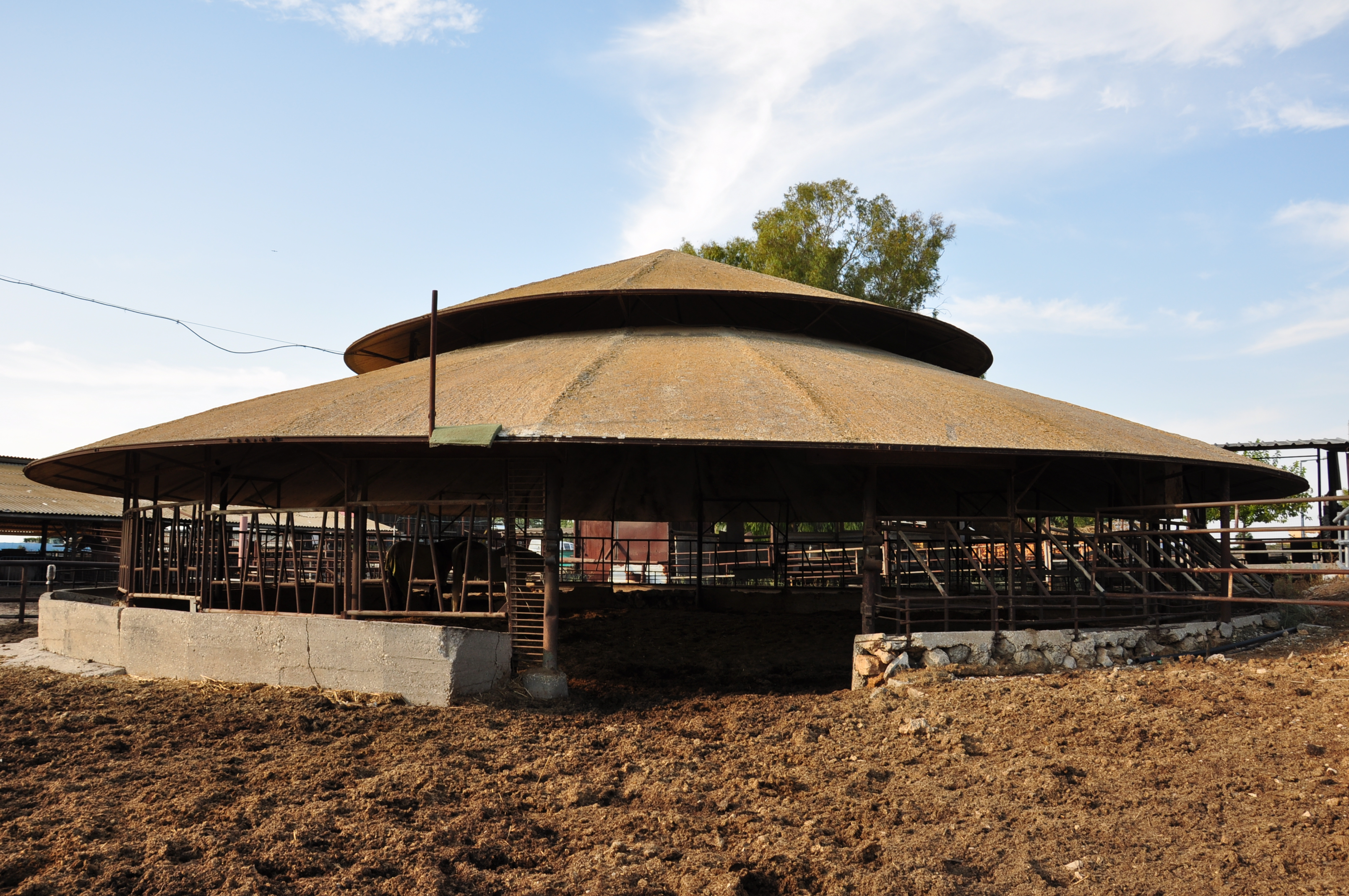